# Claudine Auger
| Claudine Auger                            | Claudine Auger                            |
| Kattints az alábbi külső linkek egyikére! | Kattints az alábbi külső linkek egyikére! |
| ----------------------------------------- | ----------------------------------------- |
| Nem található szabad kép.(?)              |                                           |
| külső link · jogvédett                    | Képe a 007.com lapon                      |

Claudine Auger, eredeti nevén Claudine Oger (Párizs, 1941. április 26. – Párizs, 2019. december 18.) francia színésznő.

## Életpályája és munkássága
Párizsban tanult a konzervatóriumban. Gimnazistaként Pierre Gaspard-Huit Christine című filmjében (1958) statisztált. Az 1960-as évek elejétől gyakran filmezték mint vonzó leányfigurák megszemélyesítőjét. Többek között a Yoyo (1965) című filmben az akkor feltűnt komikus, Pierre Étaix partnere volt. 1965-ben a Bond-lány szerepét alakította a Tűzgolyó című filmben.

## Magánélete
18 évesen feleségül ment Pierre Gaspard-Huit (1917–2017) író-rendezőhöz, de később elváltak. Az 1980-as évektől Peter Brent üzletember párja volt 2008-ig. 1991-ben (?) született lányuk; Jessica Claudine Brent.

## Filmjei
- Christine (1958)
- Orfeusz végrendelete (1960)
- Párizsi kaland (1961)
- A vasálarcos (1962)
- Yoyo (1965)
- Tűzgolyó (1965)
- San Gennaro kincse (1966)
- Keresztül-kasul (1966)
- Belfagor a pokolból (1966)
- Játék a gyilkossággal (1967)
- Kitörési kísérlet (1968)
- Lángok az Adrián (1968)
- A családapa (1969)
- A vér öble (1971)
- Zsarutörténet (1975)
- Languszta reggelire (1979)
- Utazás Anitával (1979)
- Bűnvadászok (1985)
- Egy asszony szerelme (1988)
- A szerelem fészkei (1992)
- Sherlock Holmes emlékiratai (1994)
- Vörös és fekete (1997)